# Jawann Oldham
Jawann Oldham (Chicago, Illinois, 4 de julio de 1957) es un exjugador de baloncesto estadounidense que jugó diez temporadas en 8 equipos diferentes de la NBA, además de hacerlo en la CBA y en la liga de Puerto Rico. Con 2,13 metros de estatura, jugaba en la posición de pívot.

## Trayectoria deportiva

### Universidad
Jugó durante tres temporadas con los Chieftains de la Universidad de Seattle, en las que promedió 14,8 puntos y 9,3 rebotes por partido. Acabó como décimo mejor anotador de toda la historia de su equipo, con 1.530 puntos y segundo en rebotes, con 965, solo por detrás de Elgin Baylor.

### Profesional
Fue elegido en la cuadragésimo primera posición del Draft de la NBA de 1980 por Denver Nuggets, donde tras jugar únicamente 4 partidos en los que anotó 4 puntos, fue despedido. Acabó la temporada con los Montana Golden Nuggets de la CBA.
Al año siguiente fichó como agente libre por Houston Rockets, donde actuó como tercer pívot por detrás de Moses Malone y Bill Willoughby, promediando 1,5 puntos y 1,1 rebotes por partido en los escasos minutos con los que contó. Tras ser despedido, meses después fichó por Chicago Bulls, donde encontró por fin la estabilidad, como suplente de Dave Corzine, renovando tres temporadas más. Su mejor año fue el último, cuando arrebató la titularidad a Corzine, promediando 7,4 puntos y 5,9 rebotes por partido.
Al comienzo de la temporada 1986-87 es traspasado a New York Knicks a cambio de una futura ronda del draft, quienes al año siguiente lo enviaron a Sacramento Kings. Tras pasar una temporada en la CBA, firmó varios contratos de diez días con diferentes equipos de la NBA, en los que apenas aportó nada. Acabó su carrera de nuevo en la CBA, siendo en 1992 el máximo reboteador de la competición, con un breve paso por la liga de Puerto Rico.

## Estadísticas de su carrera en la NBA

### Temporada regular
| Año     | Equipo      | PJ  | PT | MPP  | %TC  | %3P  | %TL  | RPP | APP | ROB | TPP | PPP |
| ------- | ----------- | --- | -- | ---- | ---- | ---- | ---- | --- | --- | --- | --- | --- |
| 1980-81 | Denver      | 4   |    | 5.3  | .333 | –    | –    | 1.3 | .0  | .0  | .5  | 1.0 |
| 1981-82 | Houston     | 22  | 0  | 5.6  | .361 | –    | .571 | 1.1 | .1  | .1  | .5  | 1.5 |
| 1982-83 | Chicago     | 16  | 0  | 10.7 | .534 | –    | .545 | 2.9 | .3  | .3  | .8  | 4.6 |
| 1983-84 | Chicago     | 64  | 0  | 13.6 | .505 | –    | .591 | 3.6 | .5  | .2  | 1.2 | 4.0 |
| 1984-85 | Chicago     | 63  | 0  | 15.8 | .464 | .000 | .680 | 3.7 | .5  | .2  | 2.0 | 3.4 |
| 1985-86 | Chicago     | 52  | 47 | 24.5 | .517 | .000 | .582 | 5.9 | .7  | .5  | 2.6 | 7.4 |
| 1986-87 | New York    | 44  | 9  | 17.6 | .408 | .000 | .544 | 4.1 | .4  | .5  | 1.6 | 3.9 |
| 1987-88 | Sacramento  | 54  | 13 | 17.5 | .476 | –    | .678 | 5.6 | .6  | .2  | 2.0 | 5.5 |
| 1989-90 | Orlando     | 3   | 0  | 12.0 | .333 | –    | .400 | 5.0 | .0  | .7  | 1.0 | 1.3 |
| 1989-90 | Los Angeles | 3   | 0  | 3.0  | .667 | –    | .500 | .3  | .3  | .0  | .0  | 1.7 |
| 1990-91 | Indiana     | 4   | 0  | 4.8  | .500 | –    | –    | .8  | .0  | .0  | .0  | 1.5 |
| Total   | Total       | 329 | 69 | 15.9 | .479 | .000 | .607 | 4.1 | .5  | .3  | 1.7 | 4.4 |

### Playoffs
| Año   | Equipo  | PJ | PT | MPP  | %TC  | %3P | %TL | RPP | APP | ROB | TPP | PPP |
| ----- | ------- | -- | -- | ---- | ---- | --- | --- | --- | --- | --- | --- | --- |
| 1985  | Chicago | 4  | 0  | 22.8 | .467 | –   | –   | 5.5 | .8  | 1.5 | 1.8 | 3.5 |
| 1986  | Chicago | 1  | 0  | 4.0  | .000 | –   | –   | 2.0 | .0  | .0  | .0  | .0  |
| Total | Total   | 5  | 0  | 19.0 | .438 | –   | –   | 4.8 | .6  | 1.2 | 1.4 | 2.8 |